# Luigi Capponi (1834-1921)
Luigi Capponi (Firenze, 1834 – Firenze, 1921) è stato un ornitologo e nobile italiano.
Appartenente al ramo dei Conti Capponi alle Rovinate di Firenze, è stato un importante amministratore di opere di carità, produttore di seta e produttore di vino.

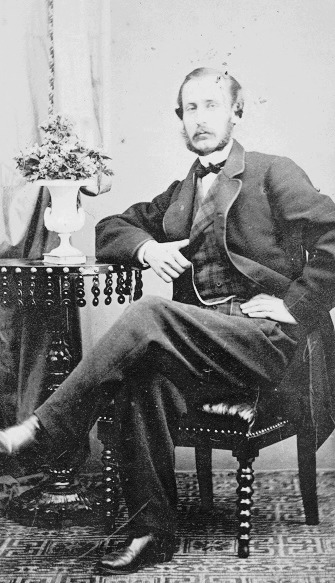
Il Conte Luigi Capponi nel 1858. (Archivio Famiglia dei Conti Capponi alle Rovinate. Fondo Fotografico)

## Biografia
Figlio secondogenito di Giovan Battista e di Luisa Velluti-Zati (Firenze 1811 - ?) di Simone Francesco (1775-1816) Duca di San Clemente, sposò Eletta, quarta figlia del marchese Tommaso Giugni Canigiani de’ Cerchi (1858) e sorella del Marchese Vieri, il quale avrà un fortissimo legame con i nipoti e i pronipoti. Alla morte del fratello maggiore Carlo (1831-1864) diventò il riferimento della famiglia. Il fratello minore Ferdinando Capponi (1835-1903) fu vescovo di Pisa. 

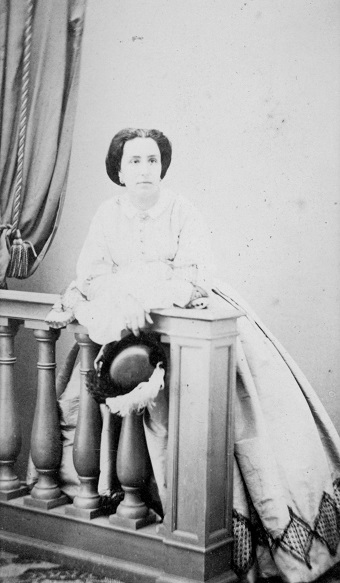
La Contessa Eletta dei Marchesi Giugni Canigiani de' Cerchi fotografata nel 1858. (Archivio Famiglia dei Conti Capponi alle Rovinate. Fondo Fotografico)

## La collezione ornitologica
Le sue notevoli conoscenze di ornitologia lo portarono a creare una preziosa collezione ornitologica con esemplari rari, per l’epoca, come merli albini, il maschio della Calandrella Pispoletta: fino al 1870 solo tre esemplari erano stati catturati e per questa rarità Luigi donò l’esemplare proveniente dalla Maremma Grossetana, alla Collezione Centrale Italiana. 
La sua competenza lo portò ad essere in contatto con vari studiosi, soprattutto dopo la nascita del Regno d’Italia. Nel 1872 informava il Conte Tommaso Salvadori Adlard, che stava curando un volume sulle specie aviarie, della cattura di due esemplari del ciuffolotto scarlatto: uno a Pistoia, che Luigi riuscì a tenere vivo in cattività per due anni, l’altro in Val d’Elsa. Nel 1879 fu pubblicato il catalogo della sua collezione per metterla a disposizione del mondo scientifico.

## La produzione del vino
Fu membro del Comizio Agrario e sarà tra coloro che nel 1884 si occuperanno in prima linea delle malattie della vite e del gelso che porteranno rispettivamente ad una crisi nella produzione del vino e alla fine della produzione serica dopo 700 anni. Intorno al 1884 fece parte del consiglio comunale di Greve in Chianti. Si occupò della produzione del vino sia nella fattoria di Calcinaia a Greve che in quelle di San Casciano Val di Pesa orbitanti alla sua Villa Borromeo. Al concorso agrario regionale di Siena del 1886 i suoi vini “comuni” vinsero la medaglia di bronzo e la medaglia d’argento.

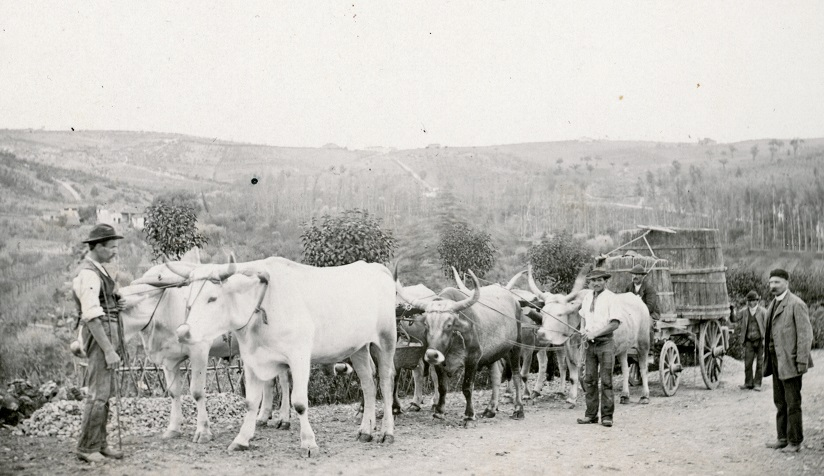
Il Conte Luigi Capponi (sulla dx) mentre supervisiona l'arrivo delle uve nella tinaia di Villa Calcinaia a Greve nel 1900 (Archivio Famiglia die Conti Capponi alle Rovinate, Firenze "Fondo Fotografico").

## Il rapporto con San Miniato al Monte
Ebbe uno stretto rapporto con la Basilica di San Miniato al Monte in qualità di membro dell’Opera degli esercizi spirituali assieme al conte Piero Masetti, al marchese Mario Covoni e al Ricasoli. In questo contesto si occupò della custodia della basilica, della sagrestia, del convento, e anche del cimitero (all'epoca chiamato Necropoli di San Miniato al Monte). Per questo interesse ebbe il permesso di inserire lo stemma della famiglia su di una trave del soffitto. Fu anche tra i sottoscrittori per la facciata del Duomo.

## Le carte del Savonarola
Il fratello maggiore Carlo era stimato dotto e appassionato ricercatore delle opere e delle memorie del Savonarola, e nella sua villa di Arcetri aveva raccolto una gran quantità di esse insieme a ricordi relativi al fiero domenicano. Infatti anche in occasione delle nozze del fratello con Eletta dei Marchesi Giugni Canigiani de' Cerchi, pubblicò un libretto su alcune lettere del Savonarola inedite.  Avendo deciso di vendere questi documenti, Luigi richiese al governo italiano una valutazione, fatta da una commissione composta tra l’altro dal Prof. Comparetti. In passato aveva già venduto allo Stato, per una cifra inferiore alle offerte avute dall’estero, il busto di Niccolò da Uzzano realizzato da Donatello, con lo scopo di far rimanere a Firenze tale opera. Il busto era stato acquisito nel 1736 da Ferdinando Carlo Capponi su suggerimento dell’antiquario Anton Francesco Gori, in giovinezza suo istitutore, nonché entrambi membri dell'Accademia Colombaria. 
La stessa scelta venne fatta per le carte del Savonarola vendute nel 1883 alla Biblioteca Magliabechiana, disdegnando ancor auna volta le offerte pervenute dall’estero, preferendo che i documenti rimanessero a Firenze (rinunciando a un più cospicuo guadagno). Tuttavia, l’impegno politico e nelle sorti di Firenze della famiglia non è più documentato. 
Luigi ed Eletta avranno due figli Piero (1861-1940) e Teresa (1859-1911).

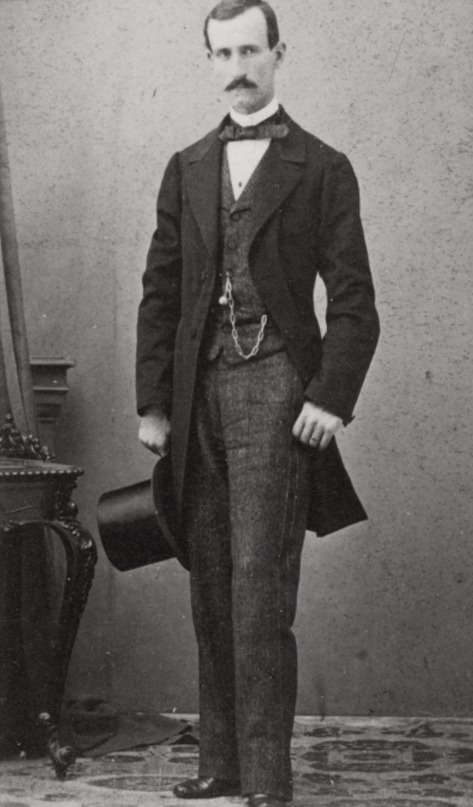
Il Conte Carlo Capponi in una fotografia formato carte du visite del 1860 (Archivio della Famiglia dei Conti Capponi alle Rovinate, Firenze - Fondo fotografico)